# FRAM
Сегнетоелектри́чна операти́вна па́м'ять (англ. Ferroelectric RAM, FeRAM або FRAM) — оперативна пам'ять, за своїм устроєм схожа з DRAM, але використовує шар сегнетоелектрика замість діелектричного шару для забезпечення енергонезалежності.
FeRAM — одна зі зростаючого числа альтернативних технологій незалежної пам'яті, що пропонує ту ж саму функціональність, що і флешпам'ять.

## Історія
Розробка FeRAM почалася наприкінці 1980-х. У 1991 році проводилася робота в Лабораторії реактивного руху NASA з поліпшення методів читання, включно з новим методом неруйнівного читання за допомогою імпульсів ультрафіолетового випромінювання.
Значна частина нинішньої технології FeRAM була розроблена fabless-компанією Ramtron International, що спеціалізується в області напівпровідникової промисловості. Одним із головних ліцензіатів стала Fujitsu, що володіє за деякими оцінками найбільшою базою з виробництва напівпровідників, в тому числі виробничої лінії, придатної для випуску FeRAM. З 1999 року вони використовували цю лінію для випуску окремих мікросхем FeRAM поряд зі спеціалізованими мікросхемами (наприклад, мікросхеми для смарткарт) з вбудованою пам'яттю FeRAM. Це прекрасно вписувалося в плани Fujitsu з виробництва пристроїв, розроблених компанією Ramtron.
Починаючи з 2001 року компанія Texas Instruments розпочинає співпрацю з Ramtron в області розробки тестових мікросхем FeRAM за оновленим процесом в 130 нм. Восени 2005 року Ramtron оголосила, що їм вдалося значно поліпшити прототипи 8-мегабітних FeRAM-мікросхем, вироблених з використанням потужностей Texas Instruments. У тому ж році Fujitsu і Seiko-Epson почали співпрацю в області розробки 180-нм FeRAM-техпроцесу.
Про дослідницькі проєкти в області FeRAM заявили Samsung, Matsushita, Oki, Toshiba, Infineon, SK Hynix, Symetrix, Кембриджський університет, Торонтський університет і Interuniversity Microelectronics Centre (ІМЕК, Бельгія).

## Опис та принципи функціонування

Структура FeRAM-комірки

Структура однотранзисторної FeRAM-комірки та її робочий механізм.

Звичайна DRAM-пам'ять складається з сітки з маленькими конденсаторами і пов'язаними з ними контактними і сигнальними транзисторами. Кожен елемент зберігання інформації, складається з одного конденсатора і одного транзистора, подібна схема також називається пристроєм «1T-1C». Розміри елемента DRAM визначаються безпосередньо розмірністю процесу виробництва напівпровідників, використовуваного у їх виробництві. Наприклад, за 90 нм процесом, використовуваним більшістю виробників пам'яті у виробництві DDR2 DRAM, розмір елемента становить 0.22 мкм², що містить конденсатор, транзистор, їх з'єднання, а також деяку кількість порожнього простору між різними частинами — зазвичай елементи займають 35 % простору, залишаючи 65 % як порожній простір.
Дані в DRAM зберігаються у вигляді наявності чи відсутності електричного заряду на конденсаторі, причому відсутність заряду позначається як «0». Запис проводиться шляхом активації відповідного керуючого транзистора, що дає змогу заряду «стекти» для запам'ятовування «0», або навпаки, пропустити заряд в комірку, що буде позначати «1». Зчитування відбувається вельми схожим чином: транзистор знову активується, стікання заряду аналізується підсилювачем зчитування. Якщо імпульс заряду відзначається підсилювачем, то комірка містить заряд і таким чином зчитується «1», відсутність подібного імпульсу означає «0». Необхідно відзначити, що цей процес деструктивний, тобто комірка зчитується один раз, якщо вона містила «1», то повинна бути перезаряджена для продовження зберігання цього значення. Оскільки комірка втрачає свій заряд через деякий час через витоки, то через певні проміжки часу потрібно регенерація її вмісту.
Комірка типу 1T-1C, розроблена для FeRAM, схожа за своїм устроєм з обома типами комірки, широко використовуваними в DRAM-пам'яті, включно зі структурою, що складається з одного конденсатора і одного транзистора. У конденсаторі DRAM-комірки використовується лінійний діелектрик, тоді як в конденсаторі FeRAM-комірки застосовується діелектрична структура, що містить сегнетоелектрик, зазвичай його роль грає п'єзокераміка цирконат-титанат свинцю (PZT).
Існує нелінійний зв'язок між прикладеним електричним полем і збереженим зарядом на сегнетоелектрику. Зокрема, сегнетоелектрична характеристика має вигляд петлі гістерезису, яка дуже схожа з в загальних рисах з петлею гістерезису феромагнітних матеріалів. Діелектрична константа сегнетоелектрика зазвичай значно вище, ніж у лінійного діелектрика, внаслідок присутності напівпостійних електричних диполів, сформованих в кристалічній структурі сегнетоелектричного матеріалу. Коли зовнішнє електричне поле проникає через діелектрик, диполі вирівнюються за напрямом прикладеного поля, приводячи до невеликих зсувів позицій атомів і зсувів проходження електричного заряду в кристалічній структурі. Після зняття зовнішнього електричного поля диполі зберігають свій стан поляризації. Зазвичай двійкові «0» і «1» зберігаються у вигляді однієї з двох можливих електричних поляризацій в кожній комірці зберігання даних. Наприклад, під «1» розуміється негативний залишок поляризації «-Pr», а під «0» — позитивний залишок поляризації «+ Pr».
Функціонально FeRAM схожа на DRAM. Запис відбувається шляхом проникнення поля через сегнетоелектричний шар при заряджанні електродів, примушуючи атоми всередині приймати орієнтацію вгору або вниз (залежно від полярності заряду), за рахунок чого запам'ятовується «1» або «0». Однак, принцип читання відрізняється від реалізації в DRAM. Транзистор переводить клітинку в особливий стан, скажімо «0». Якщо комірка вже містить «0», то на лініях виведення нічого не відбудеться. Якщо комірка містить «1», то переорієнтація атомів в прошарку призведе до короткого імпульсу на виході, оскільки вони виштовхнуть електрони з металу на «нижній» стороні. Наявність цього імпульсу означатиме, що комірка зберігає «1». Оскільки процес перезаписує вміст комірки, то читання з FeRAM є деструктивним процесом, і вимагає регенерації даних у клітинці у разі їх зміни в ході зчитування.
Взагалі кажучи, функціонування FeRAM вельми нагадує пам'ять на магнітних осердях — одному з перших видів комп'ютерної пам'яті в 1960-х рр. Крім того, сегнетоелектричний ефект, використовуваний в FeRAM, був відкритий в 1920 році. Але тепер FeRAM вимагає набагато менше енергії для зміни стану полярності (направлення), причому виконує це набагато швидше.